# Жанна д’Арк (футбольный клуб)
Спортивная и Культурная Ассоциация «Жанна д’Арк» или СКА «Жанна д’Арк» — сенегальский футбольный клуб, базирующийся в Дакаре. Команда была основана в 1923 году. Домашние матчи проводятся на стадионе «Леопольд Сенгор» или «Демба Диоп».
Свои первые трофеи клуб завоевал в начале 50-х, когда дважды подряд выиграл Кубок Французской Западной Африки, в финале были обыграны малийский «Стад Мальен» (3:1) и бенинский «Этуаль Порто Ново» (2:0) соответственно. В 1960 году клуб стал первым чемпионом Сенегала, на данный момент клуб является десятикратным чемпионом страны, уступая по этому показателю лишь «Диарафу» (11 титулов). В кубке Сенегала «Жанна д’Арк» триумфировал 6 раз — также второй результат после «Диарафа». На международной арене наилучшим достижением клуба является выход в финал Кубка КАФ 1998 года, где команда уступила тунисскому «Сфаксьену» с общим счётом 4:0.